# 卡尔努勒
卡尔努勒（法語：Carnoules，法語發音：[kaʁnul]）是法国普罗旺斯-阿尔卑斯-蓝色海岸大区瓦尔省的一个市镇，属于布里尼奥勒区。

## 地理
卡尔努勒（43°18'7"N, 6°11'19"E）面积25.49 平方千米，位于法国普罗旺斯-阿尔卑斯-蓝色海岸大区瓦尔省，该省份为法国东南部沿海省份，北起上普罗旺斯阿尔卑斯省，西北角与沃克吕兹省接壤，西接罗讷河口省，南濒地中海，东临滨海阿尔卑斯省。
与卡尔努勒接壤的市镇（或旧市镇、城区）包括：伊索勒河畔贝斯、皮尼昂、皮热维尔。

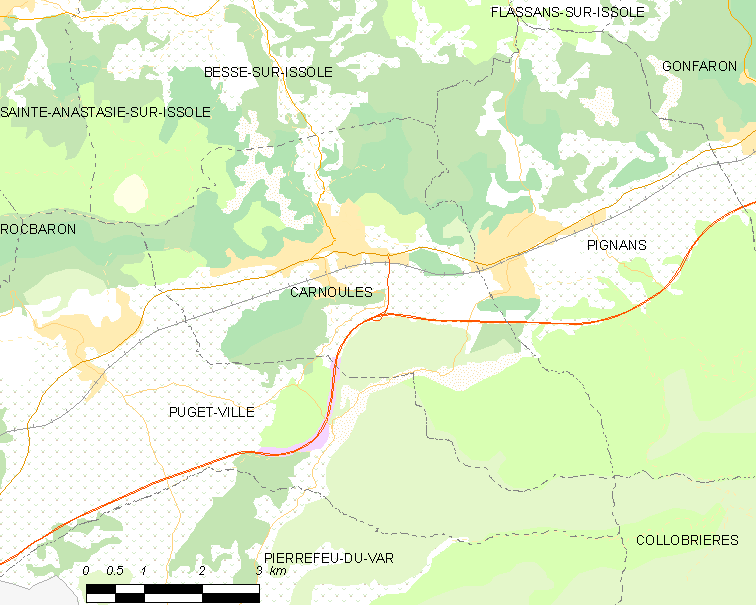
卡尔努勒的OSM定位图

卡尔努勒的时区为UTC+01:00、UTC+02:00（夏令时）。

## 行政
卡尔努勒的邮政编码为83660，INSEE市镇编码为83033。

## 政治
卡尔努勒所属的省级选区为加雷乌县。

## 人口

1962-2008年间卡尔努勒人口变化图示

卡尔努勒于2022年1月1日时的人口数量为4120人。